# Peter Weller
Peter Weller   (Stevens Point, 24 de juny de 1947) nom artistic de Peter Frederick Weller és un actor de cinema i teatre, director de televisió i historiador de l'art estatunidenc.
Weller ha aparegut en més de 70 pel·lícules i sèries de televisió, com ara Robocop (1987) i la seva seqüela Robocop 2 (1990), en les quals va interpretar el personatge principal, Star Trek Into Darkness (2013), Poderosa Afrodita de Woody Allen (1995), The New Age (1994) produïda per Oliver Stone, i l'adaptació de David Cronenberg de la novel·la Naked Lunch (1991) de William Burroughs.

## Biografia
Weller va néixer el 24 de juny de 1947 a Stevens Point, Wisconsin, fill de Dorothy Davidson (1924–2002), mestressa de casa, i Frederick Bradford Weller (1922–1986), advocat, jutge federal i pilot d'helicòpter de l'exèrcit dels Estats Units d'Amèrica. Weller va tenir una educació «catòlica de classe mitjana». Com a conseqüència del treball militar del seu pare, Weller va viure alguns anys a l'Alemanya Occidental abans de traslladar-se finalment a Texas, on va assistir a l'Alamo Heights High School de San Antonio, on s'hi va graduar el 1965.
Després es va matricular a la North Texas State University on va tocar la trompeta en una de les bandes del campus i va obtenir un Bachelor of Arts en teatre, iniciant així la seva carrera d'actor després d'assistir a l'American Academy of Dramatic Arts.
La carrera artística de Weller va començar a la dècada del 1970 amb aparicions al teatre de Broadway, com a Full Circle, dirigida per Otto Preminger, i Summer Brave, la reescriptura de William Inge de la seva obra Picnic. Durant aquella època es va convertir en membre del famós Actors Studio.
El 2004, Weller va completar un Master of Arts a la Universitat de Syracuse, i ocasionalment va fer-hi classes d'Història Antiga. El 2014, es va doctorar a la Universitat de Califòrnia a Los Angeles en Història de l'Art del Renaixement italià amb una tesi titulada «Alberti Before Florence: Early Sources Informing Leon Battista Alberti's De pictura».
El 2013, va interpretar el paper de malvat al remake de l'episodi «Hookman» de Hawaii Five-O. A les temporades sisena i setena de Sons of Anarchy, va interpretar el despietat expolicia Charles Barosky. El 2017, Weller va fer de doctor Paul Vellek a la sèrie de televisió The Last Ship.
Weller també ha dirigit diversos projectes per a televisió, entre els quals hi ha capítols de Monk i onze episodis de la sèrie Sons of Anarchy.
Com a actor de doblatge, Weller ha posat veu Bruce Wayne a l'adaptació animada del còmic Batman: The Dark Knight Returns, i al personatge principal del videojoc Wilson's Heart. El 2019, va tornar a donar veu a RoboCop en una sèrie d'anuncis per a Kentucky Fried Chicken i també al videojoc de lluita Mortal Kombat 11.